# Okrajno sodišče v Murski Soboti
Okrajno sodišče v Murski Soboti je okrajno sodišče Republike Slovenije s sedežem v Murski Soboti, ki spada pod Okrožno sodišče v Murski Soboti Višjega sodišča v Mariboru. Trenutni predsednik (2015) je Stanislav Žižek.